# Icteranthidium
Icteranthidium ist eine Gattung aus der Familie der Megachilidae. Die Gattung ist auf die Alte Welt beschränkt, im nördlichen Afrika, Europa und Asien (bis nach Pakistan) verbreitet. Relativ viele Arten sind in den trockenen Gebieten von Asien verbreitet. Es sind gut 25 Arten bekannt.
Die Bienen der Gattung Icteranthidium werden auf Deutsch Harzbienen genannt, dieser Name ist aber nicht eindeutig (siehe Harz- und Wollbienen). Manche Autoren zählen Icteranthidium zur Gattung Anthidium.
In Mitteleuropa ist nur eine Art, die Steppen-Harzbiene (= Icteranthidium laterale) verbreitet, die in der Schweiz (im Wallis) vorkommt und kürzlich in Niederösterreich (Marchfeld) gefunden wurde.

## Merkmale
Icteranthidium-Bienen haben ausgiebige gelbe Zeichnung, manchmal ist fast der ganze Körper gelb. Sie sind nur wenig behaart. Die Abdomenunterseite der Weibchen ist mit einer dichten Behaarung bestückt, die dem Pollentransport dient (Bauchsammler). Die Bienen sind ca. 8 bis 15 mm lang. Die Vorderflügel haben zwei Diskoidalzellen.
Icteranthidium-Arten können nur durch feine morphologische Merkmale von den Arten der Gattungen Anthidium, Rhodanthidium und Pseudoanthidium unterschieden werden.

## Lebensweise
Die Icteranthidium-Bienen sind solitär lebende Bienen, die Pollen sammeln und Nester bauen.
Die Nester der Steppen-Harzbiene werden in Hohlräumen im Boden angelegt. Ein Nest enthält etwa ein Dutzend Brutzellen, die aus Baumharz gebildet werden. Die Steppen-Harzbiene fliegt in den Monaten Juni bis September, sie hat eine Generation im Jahr. Sie kommt in trockenen Standorten mit Steppencharakter vor (Name).

## Systematik
Die Gattung Icteranthidium gehört innerhalb der Unterfamilie Megachilinae zur Tribus Anthidini. Diese Tribus wird nach Michener (2007) in 37 Gattungen unterteilt. Icteranthidium gehört zur Dianthidium-Gattungsgruppe mit 11 weiteren Gattungen, darunter Anthidiellum und Rhodanthidium, die auch in Mitteleuropa vertreten sind.
Von Icteranthidium laterale sind zwei Unterarten beschrieben, I. laterale laterale und I. laterale scutellare.